# Ed Leddy
Edward H. „Ed“ Leddy Jr. (* um 1930; † 4. Juli 2006 in Wayne (New Jersey)) war ein US-amerikanischer Jazzmusiker (Trompete).

## Leben und Wirken
Leddy stammte aus einer Unternehmerfamilie, die Leddy Fuel and Oil Co. in Hillsdale besaß. Ed Leddy besuchte die Westwood High school. Noch während der Schulzeit erhielt er das Angebot, Trompeter im Charlie Spivak Orchestra zu werden, das im Paramount Theater in New York City auftrat. Während seines Militärdienstes war er Solist in einer Armeeband; anschließend war er erster Trompeter bei der National Symphony in Washington, D.C. In den folgenden Jahren spielte er im Les und Larry Elgart Orchestra; außerdem begleitete er 1953 im Joe Timer Orchestra Charlie Parker (One Night in Washington) und Bud Powell. 1955 spielte er bei Dizzy Gillespie und zog dann an die Westküste, um als Leadtrompeter bei Stan Kenton und ab 1956 auch bei Maynard Ferguson zu arbeiten. Daneben wirkte er bei Aufnahmen zahlreicher Musiker des West Coast Jazz mit, so von Richie Kamucaa/Bill Holman (Jazz Erotica, 1957), Gerry Mulligan, Conte Candoli, Marty Paich, Med Flory, Mel Lewis, Don Fagerquist, Lennie Niehaus, Red Norvo, Shorty Rogers, Johnny Mandel, Howard Rumsey's Lighthouse All Stars sowie bei Aufnahmen von Ella Fitzgerald, Patti Page, Nat King Cole, Ann Richards, June Christy und Frank Sinatra. Außerdem war er in den Filmstudios tätig, zu hören etwa in der Filmmusik von Funny Face. Im Bereich des Jazz war er zwischen 1953 und 1958 an 71 Aufnahmesessions beteiligt.